# Oniceni (okręg Neamț)
Oniceni – wieś w Rumunii, w okręgu Neamț, w gminie Oniceni. W 2011 roku liczyła 390 mieszkańców.